# D'Hannetaire
Jean-Nicolas Servandoni, met artiestennaam D'Hannetaire, (Grenoble, 3 november 1718 – Brussel, 1 januari 1780) was een Franse toneelspeler en theaterdirecteur.

## Biografie
D’Hannetaire was de zoon van de Florentijnse schilder Giovanni Niccolò Servandoni, die vooral bekend is om het ontwerp van de gevel van de Église Saint-Sulpice te Parijs, en diens echtgenote Marie-Josèphe Gravier. D’Hannetaire zou zijn toneelloopbaan begonnen zijn in Duitsland rond het jaar 1740. Rond 1743 stond hij op de planken van het château d'Arolsen, waar de prins van Waldeck zich in het publiek bevond. In 1744 vertoefde hij in Aken, vanwaar hij naar het einde van dat jaar toe doorreisde naar Luik. In november 1744 trad hij op in een Divertissement nouveau de chants et de danses voor Johan Theodoor van Beieren. 
In Luik huwde de toneelspeler op 17 februari 1745 met Marguerite-Antoinette Huet, die onder de artiestennaam Mademoiselle Danicourt werkte als komisch acteur. Het echtpaar verhuisde in oktober 1745 naar Brussel, waar D’Hannetaire het directeurschap over de Koninklijke Muntschouwburg op zich nam. Deze positie hield hij slechts vier maanden vol, waarna Charles-Simon Favart de taak overnam. D’Hannetaire en zijn vrouw voegden zich bij de theatergroep van Maurits van Saksen, waarna hij aan het einde van 1748 de directie over de Muntschouwburg opnieuw opnam.
Later speelde hij toneel in Toulouse en Bordeaux en debuteerde hij aan de Comédie-Française op 27 april 1752 in de rol van Orgon in Tartuffe. Hij keerde terug naar Brussel als lid van een toneelgroep onder leiding van Durancy, voor wie hij les rôles  à manteaux en les rôles de Crispin speelde. In 1755 nam hij de leiding over deze groep over van Durancy. Hij bleef er leider tot in 1711.
D'Hannetaire en zijn vrouw kregen acht kinderen, van wie er twee ook bekende acteurs werden:
- Eugénie (1746–1816) trouwde met de komische acteur Larive. Charles-Joseph de Ligne wijdde zijn Lettres à Eugénie sur les spectacles uit (1774) aan haar.
- Angélique (1749–1822) was de minnares van Jean-Jacques Desandrouin, die familie van de Ligne was.

In 1768 besloot D’Hannetaire om notaris te worden. Deze beslissing kwam er in een periode waarin de Katholieke Kerk toneelspelers excommuniceerde vanwege hun beroep. Desondanks deze nieuwe taak bleef hij wel nog enige jaren toneelspelen in Brussel, waarna hij op pensioen ging en overleed in deze zelfde stad.

## Oeuvre
- Observations sur l'Art du Comédien, et sur d'autres objets concernant cette Profession en général, 8 edities, eerst anoniem uitgegeven en later onder het pseudoniem Dhannetaire (1772, 1774, 1775, 1776, 1778 and 1800).

- Bibliothèque nationale de France: cb14348459r (data)
- Catàleg d'autoritats de noms i títols de Catalunya: 981058524255406706
- Gemeinsame Normdatei: 1045395315
- International Standard Name Identifier: 0000 0000 7980 8926
- Library of Congress Control Number: n84160156
- Réseau des bibliothèques de Suisse occidentale: 02-A000148204
- Système universitaire de documentation: 094981221
- Virtual International Authority File: 223641
- WorldCat: E39PBJppwfRWqVJpQjGRjVYpT3